# Raúl Cruselles
Pascual Raúl Cruselles Valls (Alcanar, Tarragona, España; 4 de noviembre de 1968) fue un futbolista español que se desempeñaba como delantero.

## Clubes
| Club              | País   | Año         |
| ----------------- | ------ | ----------- |
| CD Castellón      | España | 1986 - 1993 |
| Atlético Marbella | España | 1993 - 1996 |
| UD San Pedro      | España | 1997 - 1998 |